# ESSOR

Lead Nation
Participant
Observer
Other PESCO states

ESSOR (англ. European Secure Software-defined Radio) - проект программы Европейского Союза "Постоянное структурированное сотрудничество по вопросам безопасности и обороны" (англ. Permanent Structured Cooperation, PESCO) по созданию программно реконфигурируемых радиосистем телекоммуникаций для обеспечения взаимосовместимости защищенной связи в тактическом звене управления и диапазонах HF, VHF/UHF. 
Проект основан Финляндией, Францией, Италией, Польшей, Испанией и Швецией. Страной-лидером ESSOR является Франция. В декабре 2008 г. для его реализации был сформирован консорциум компаний Bittium, Indra Sistemas, Saab, Leonardo, Radmor, Thales.
По состоянию на 2018 г. работы  в рамках проекта продолжались с учетом расширенных требований. Вопрос присоединения к проекту изучает Германия, по результатам проекта возможна разработка соответствующего стандарта НАТО.